# Rotorblatt (Zeitschrift)
Mit ROTORBLATT verlegt der Hamburger Jahr Top Special Verlag das einzige Magazin im deutschsprachigen Raum, das sich ausschließlich dem Thema Helikopter widmet. Zugleich ist ROTORBLATT Organ der vier deutschen Hubschrauberverbände: Deutscher Hubschrauber Verband e.V., Gemeinschaft der Heeresflieger, Traditionsgemeinschaft  Hubschrauber der Luftwaffe und Bundesvereinigung fliegendes Personal der Polizei e.V. Die direkte Vorläuferzeitschrift war die HTG, vom einzigen Hubschraubertransportgeschwader der Luftwaffe, die ihrerseits mit 121 Ausgaben erschien. Die Zeitschrift erscheint 4-mal jährlich mit einer verkauften Auflage von 4.234 Exemplaren (Verlagsangabe). Chefredakteur war Rainer Herzberg. Seine Nachfolge trat Catarina Jahnke an, die die Redaktion inzwischen wieder verlassen hat.